# Arrinera
Arrinera Automotive S.A., là công ty sản xuất ô tô của Ba Lan có trụ sở ở Warszawa.

## Lịch sử
Công ty do hai anh em Łukasz và Marek Tomkiewicz thành lập năm 2008. Năm 2011, công ty công bố chiếc xe POC (proof-of-concept - Bằng chứng về khái niệm) đầu tiên của mình, sử dụng bố trí động cơ đặt giữa, dẫn động cầu sau (mid-engine, rear-drive). Nguyên mẫu thứ hai được trình làng vào năm 2012, ban đầu được đặt tên là Venocara, nhưng về sau được đổi thành Hussarya.
Arrinera đã phát triển một loại xe đua theo các thông số kỹ thuật của dòng xe đua GT3 - chiếc Hussarya GT. Mẫu này được trưng bày lần đầu tiên tại triển lãm ô tô Autosport International ở Birmingham, Anh hồi tháng 1 năm 2016. Tháng 6 cùng năm đó, trong hạng siêu xe, Hussarya GT là chiếc xe ô tô đầu tiên của Ba Lan tham gia vào Goodwood Festival of Speed.

## Các dòng xe

### Hussarya GT

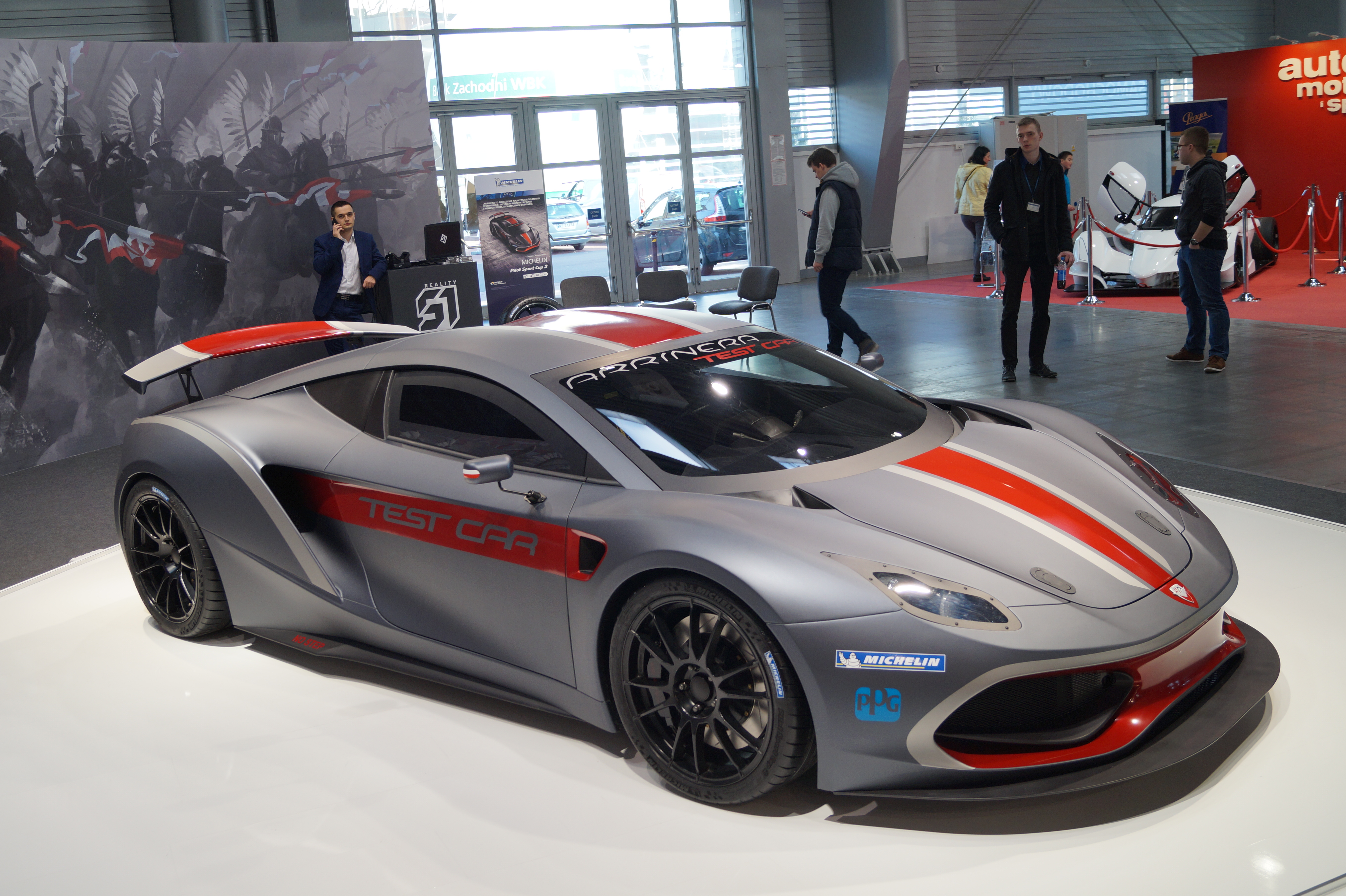
Arrinera Hussarya tại Poznań Motor Show (Triển lãm Ô tô tại Poznań) năm 2015

Arrinera Hussarya GT là một loại xe đua tuân thủ các quy tắc của FIA GT3. Được trang bị động cơ V8 General Motors LS7 là loại được dùng trong chiếc Chevrolet Corvette có công suất 500bhp. với hộp số đua tuần tự 6 cấp được vận hành bằng lẫy chuyển số. Xe có khung gầm thép dạng mô đun, giảm xóc loại pushrod suspension, đĩa phanh 380mm, ABS và kiểm soát độ bám đường.
Thân xe được thiết kế bởi Pavlo Burkatskyy với khí động học của Janusz Piechna ở Đại học Công nghệ Warszawa, và máy móc do Krzysztof Stelmaszczuk phụ trách. Xe được lắp ráp ở Cambridgeshire.
Chiếc xe đua này được Anthony Reid thử nghiệm vào năm 2016 tại đường đua Snetterton và Donington Park.
Arrinera đã đưa một chiếc Hussarya GT tham gia vòng đua DMV GT & Touring Car Cup ở Hockenheim hồi tháng 4 năm 2017. Trong lần đầu tiên của các cuộc đua cuối tuần, chiếc xe đã xếp thứ 22 trong số 24 xe tham gia, với thời gian nhanh nhất xếp sau xe thắng cuộc là 20 giây. Trong cuộc đua thứ hai, chiếc xe phải bỏ cuộc do hỏng máy dao điện.
Tháng 9 năm 2017, chiếc xe tham gia vào vòng đua Donington của giải vô địch Britcar do Jonny MacGregor cầm lái. Tại vòng loại, động cơ xe đã bị nổ và rút lui khỏi sự kiện.